# Stefan De Loecker
Stefan De Loecker (* 1967 in Siegen) ist ein belgischer Manager. Er war vom 1. Januar 2019 bis 30. April 2021 Vorstandsvorsitzender der Beiersdorf AG. Am 1. August 2023 übernahm er kommissarisch den Vorstandsvorsitz der Leifheit AG. Seit 1. Januar 2024 ist er Vorstandsvorsitzender des Spielwarenunternehmens Schleich.

## Leben
De Loecker studierte Wirtschaftswissenschaften in Antwerpen, Belgien. Seine Karriere begann er 1990 bei Nestlé. Nach diversen Stationen wechselte er von 2007 bis 2008 als Geschäftsführer zur Maggi GmbH und gleichzeitig als Mitglied in den Vorstand der Nestlé Germany AG. Von 2008 bis 2011 war de Loecker Vorstandsvorsitzender der Nestlé Rossiya LLC, Russia. Von 2011 bis 2012 war er zunächst COO bei Tesco Großbritannien und dann Vorstandsvorsitzender bei Tesco Slowakei. 2012 wechselt er zur Beiersdorf AG, bei der er 2014 in den Vorstand berufen und 2019 zum Vorstandsvorsitzenden ernannt wurde. Im Jahre 2021 schied er kurzfristig nach einvernehmlicher Einigung aus. Seine Nachfolge als Vorstandsvorsitzender trat Vincent Warnery an.
Kritik erfuhr De Loecker, als er kurz vor seinem Wechsel zum Vorstandsvorsitzenden den internen Konkurrenten Ralph Gusko entließ, der über 30 Jahre im Beiersdorf-Konzern arbeitete, davon die letzten sechs Jahre im Vorstand.
De Loecker ist seit dem 1. Januar 2024 CEO des Spielwarenherstellers Schleich.

## Privates
De Loecker ist mit einer deutschen Frau verheiratet.